# Answer That and Stay Fashionable
Answer That and Stay Fashionable is het debuutalbum van de Amerikaanse rockband AFI. Het werd oorspronkelijk uitgebracht op 1 augustus 1995 op Wingnut Records maar in 1997 heruitgebracht door Nitro Records, dit zonder Wingnut Records een compensatie hiervoor te geven terwijl AFI daar wel een rechtsgeldig contract had. Het artwork van het album is een parodie op de film Reservoir Dogs.

## Nummers
1. Two of a Kind – 1:29
2. Half-Empty Bottle – 1:39
3. Yürf Rendenmein – 2:13
4. I Wanna Get A Mohawk (But Mom Won't Let Me Get One) – 1:12
5. Brownie Bottom Sundae – 1:46
6. The Checkered Demon – 2:08
7. Cereal Wars – 1:16
8. The Mother In Me – 2:04
9. Rizzo in the Box – 1:51
10. Kung-Fu Devil – 2:12
11. Your Name Here – 2:27
12. Ny-Quil – 2:06
13. Don't Make Me Ill – 2:40
14. Open Your Eyes – 1:16
15. High School Football Hero – 1:31
16. Self-Pity – 0:57
17. Key Lime Pie – 0:36

Nummer 16 en 17 staan enkel op de vinyl-versie van het album. Op de originele release door Wingnut Records staat een cover van The Police, "Man in a Suitcase". "Two of a Kind" en "Yürf Rendenmein" werden later heropgenomen voor Very Proud of Ya.